# Winthrop (Nueva York)
Winthrop es un lugar designado por el censo ubicado en el condado de St. Lawrence en el estado estadounidense de Nueva York. En el año 2010 tenía una población de 510 habitantes.

## Geografía
Winthrop se encuentra ubicado en las coordenadas 44°48′13.1″N 74°48′35.82″O / 44.803639, -74.8099500.